# Planetella grandis
Planetella grandis är en tvåvingeart som först beskrevs av Johann Wilhelm Meigen 1804.  Planetella grandis ingår i släktet Planetella och familjen gallmyggor. Inga underarter finns listade i Catalogue of Life.